# Сож (деревня)
Сож — деревня в Смоленском районе Смоленской области России. Входит в состав Талашкинского сельского поселения. Население — 59 жителей (2007 год).

## История
В годы Великой Отечественной войны деревня была оккупирована гитлеровскими войсками в июле 1941 года, освобождена в сентябре 1943 года.
В 1,5 верстах юго-западнее находилась опустевшая деревня Шанино.

## География
Расположена в западной части области в 7 км к югу от Смоленска, на берегу реки Сож.

## Транспорт
В 5 км западнее деревни проходит автодорога А141 Орёл — Витебск.
В 11 км северо-восточнее деревни расположена железнодорожная станция Тычинино на линии Смоленск — Рославль.